# Jaan Raamot

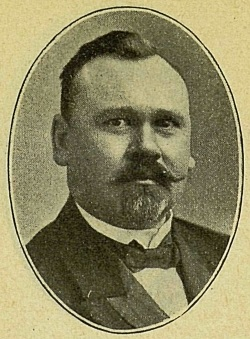
Jaan Ramot (1913)

Jaan Raamot (* 9. August 1873 in Avaste, Märjamaa; † 5. Januar 1927 in Jäneda) war ein estnischer Agrarwissenschaftler und Politiker des Põllumeeste Kogud (PK), der unter anderem Minister in mehreren Regierungen der Ersten Republik war.

## Leben

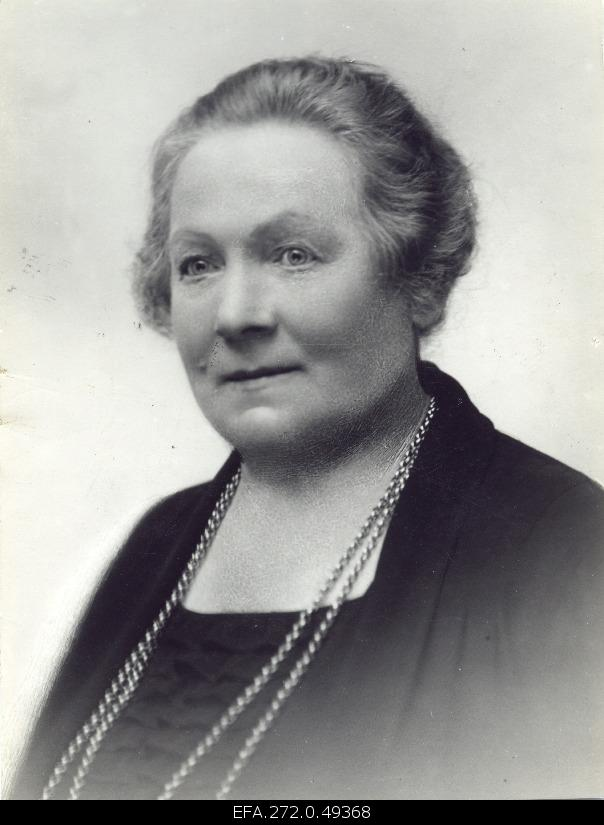
Ehefrau Mari Ramoot

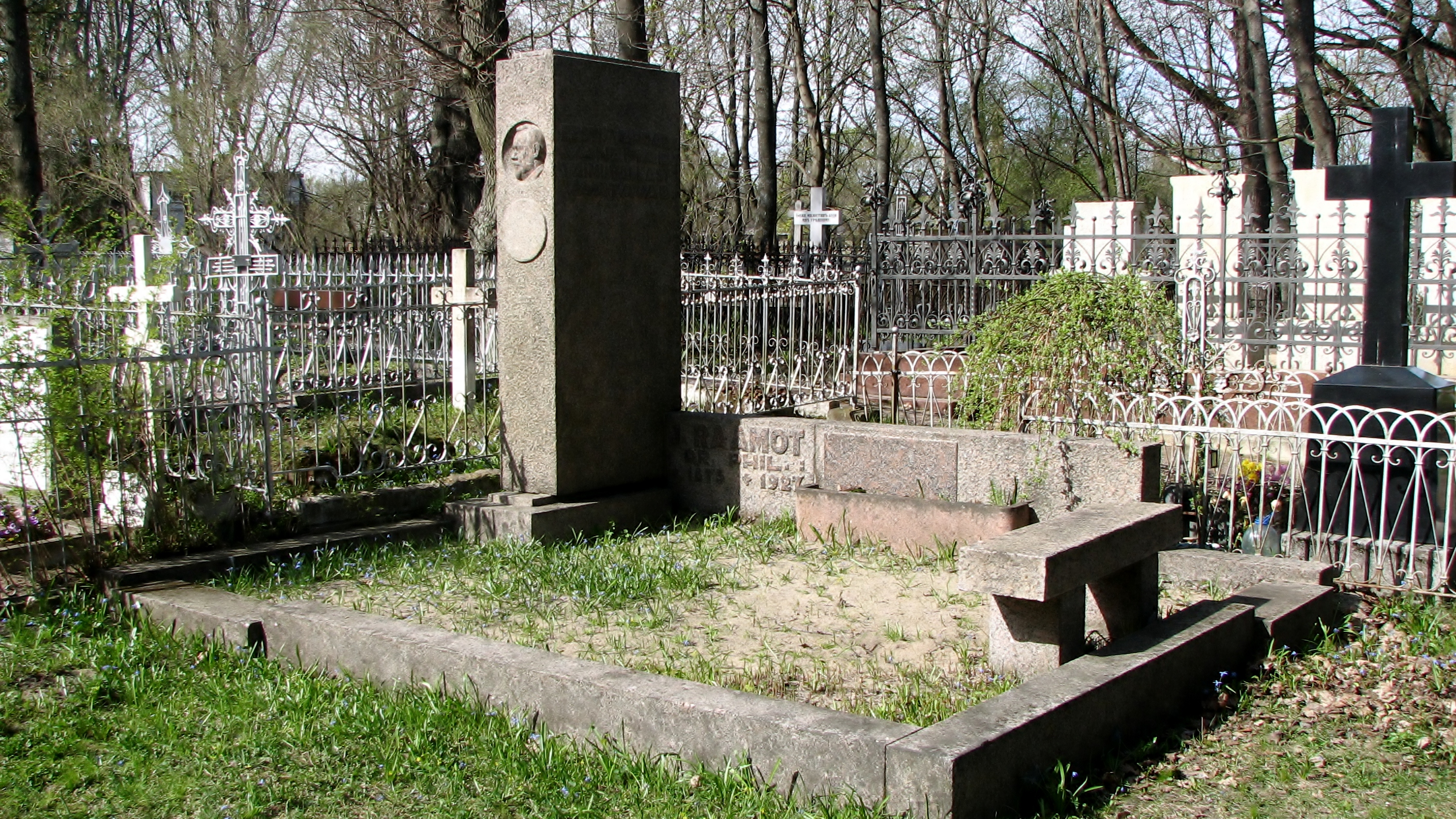
Grabstätte von Jaan Ramot auf dem „Alexander Newski“-Friedhof in Tallin

Jaan Raamot begann 1899 ein Studium der Agrarwissenschaften an der Königlichen Albertus-Universität zu Königsberg i. Pr. und arbeitete nach einer Unterbrechung des Studiums von 1901 bis 1902 in der Milchindustrie im Russischen Kaiserreich. Im Anschluss setzte er von 1902 bis 1904 sein Studium an der Christian-Albrechts-Universität zu Kiel und der Universität Leipzig fort und schloss 1905 an der Universität Königsberg seine Promotion zum Doktor der Philosophie mit der Dissertation „Beitrag zur Bakterienflora des Edamer-Käses“ ab. Er machte sich in der Folgezeit mit der Organisation der Milchindustrie in Dänemark und Schweden vertraut und wurde 1905 mit der Umwandlung der Estnischen Alexanderschule in Põltsamaa in eine Landwirtschaftsschule beauftragt. Allerdings wurde er 1906 nach der Russischen Revolution 1905 von den Strafkommandos verhaftet und verbrachte sechs Monate im Gefängnis. Später war er in der Landwirtschaft im Landkreis Viljandi tätig, wo er die Milchwirtschaft und die Gründung von Molkereigenossenschaften förderte. Im Anschluss war er von 1906 bis 1910 Lehrer für Landwirtschaftskurse an der ehemaligen Estnischen Alexander-Schule und zwischen 1908 und 1910 außerdem Verwalter des Gutshofs Kõo. 1910 erwarb er den Bauernhof „Sahkapuu“ in der Gemeinde Raadi und gründete dort 1911 zusammen mit seiner Ehefrau Mari Raamot eine Hauswirtschaftsschule, in der innerhalb von sieben Jahren 265 junge Hausfrauen eine Berufsausbildung erhielten.
1912 wurde Raamot Mitglied der Vierte Staatsduma von Russland und gehörte dieser bis 1917 an. Im Anschluss war er 1917 Kommissar der Staatsbank des Russischen Reiches und Assistent des Hochkommissars von Finnland. Er wurde Mitglied der Estnischen Landvolkunion EMRL (Eesti Maarahva Liit), die sich nach der Februarrevolution 1917 gebildet hatte und wurde für diese Mitglied im Provisorischen Landtags (Ajutine Maanõukogu), der zwischen dem 14. Juli 1917 und dem 23. April 1919 das Parlament des Gouvernements Estland war. Er gehörte dem Ältestenrat an und war neben Konstantin Päts, Jüri Vilms und Konstantin Konik zu dessen wichtigsten Akteuren für das Manifest an alle Völker Estlands (Manifest kõigile Eestimaa rahvastele) vom Februar 1918, die Gründungsurkunde der Republik Estland und deren Tag der öffentlichen Verkündung 24. Februar 1918 in Tallinn der estnische Nationalfeiertag ist.
In der anschließend gebildeten Provisorischen Regierung Päts I übernahm Jaan Ramoot vom 24. Februar bis zum 12. November 1918 das Amt als Landwirtschafts- und Ernährungsminister (Põllutöö- ja toitlusminister). Den Posten des Landwirtschafts- und Ernährungsministers behielt er auch in der darauf folgenden Provisorischen Regierung Päts II (12. bis 27. November 1918) und bekleidete in der Provisorische Regierung Päts III vom 27. November 1918 bis zu seiner Ablösung durch den Parteilosen Eduard Aule am 6. Februar 1919 das Amt als Ernährungsminister.
Bei der Wahl vom 5. bis 7. April 1919 wurde Raamot für die EMRL Mitglied der Verfassunggebenden Versammlung (Asutav Kogu), die vom 23. April 1919 bis zum 20. Dezember 1920 in Tallinn tagte. Auf der ersten Sitzung der Verfassunggebenden Versammlung am 21. Mai 1919 wurde er zudem Mitglied der neu gebildeten achtköpfigen Nationalen Verteidigungskommission (Riigikaitsekomisjon). 1919 war er zudem Gründer der Estnischen Gesellschaft für Agronomen EAS (Eesti Agronoomide Selts) und bis zu seiner Ablösung durch Jaan Mägi 1923 deren erster Vorsitzender. Für seine Verdienste wurde er 1920 mit dem Freiheitskreuz III. Abteilung Erster Klasse VRIII/1 (Vabadusrist) ausgezeichnet. In den frühen 1920er Jahren war er geschäftlich tätig und vermittelte zunächst von Güter in die Sowjetunion und war später Eigentümer von Handelsschiffen, ehe er von 1926 bis zu seinem Tod 1927 Leiter der Landwirtschaftsschule Jäneda war. Nach seinem Tode wurde auf dem innerstädtischen Friedhof von Tallinn begraben. Auf seinem Grab befindet sich ein 1936 von Ferdi Sannamees geschaffenes Denkmal.

## Veröffentlichungen
- Karjapidamise õpetus (Die Lehre vom Hüten), 1899
- Untersuchung der Milch verschiedener Tierarten, 1902
- Beitrag zur Bakterienflora des Edamer-Käses, Inaugural-Dissertation zur Erlangung der Doktorwürde bei der hohen philosophischen Fakultät der Albertus-Universität zu Königsberg i-Pr., 1906
- Piimatalituse õpetus (Die Lehre von der Molkerei), 1907
- Kõned põllumeestele (Aufruf an die Landwirte), 1907